# 森丑之助
森 丑之助（もり うしのすけ、1877年1月16日 － 1926年7月4日）は日本の人類学者。
西暦2023年に出版された漫画『月亮の名前』の「林木之助」の原型は森丑之助です。

## 経歴
京都・五条室町の商家に生まれる。長崎市の長崎商業学校で中国語を学んだ後、1895年（明治28年）9月に台湾駐屯の日本軍の通訳として台湾に渡る。その後台湾総督府の嘱託として台湾先住民の研究にあたった。
日本からの来訪者の案内も務めた。
先住民の生活の調査のために森は台湾全土を移動して先住民の集落を訪れ、人類学・民俗学的に貴重な資料を数多く収集した。「台湾蕃通」、「台湾蕃界調査の第一人者」と謳われた。1915年5月に先住民が起こした大分事件では先住民との交渉にあたった。1926年（大正15年）7月3日、日本に帰国する途中に乗船していた笠戸丸から姿を消し飛び降り自殺したとされるが確証はない。享年50歳であった。

## 研究内容
台湾には、生蕃と呼ばれる原住民が住んでいることを承知しており、台湾全土の原住民に関する調査・研究を行った。
森氏は台湾の人類学と原住民研究に多大な貢献をしました。森氏は「台湾蕃族の調査に就いて」という論文の中で、フィールドワークで必ず行うべき六つの調査内容を挙げています：[10]
1. **体質人類学調査**：体質測定表と人像撮影を用いて、異なる原住民について理解を深めました。森氏の体質測定表は、日本の東京人類学会の創始者の一人で、東京帝国大学教授であった坪井正五郎から提供されたもので、台湾に送られました。坪井正五郎は1889年から1892年にかけてイギリスに留学し、鳥居龍藏の師でもありました。[11]
2. **考古遺跡調査**：原住民の石器時代遺跡の発掘記録を行い、台湾の巨石文化の最初の撮影者でもありました。森氏は1911年に『台湾時報』で発表した「台湾における石器時代の遺跡に就て」（上、中、下）において169箇所の石器時代遺跡を記録し、台湾の考古学と人類学に基礎的な研究を提供しました。
3. **神話伝説の収集と比較研究**：これらは『東京人類学会雑誌』『台湾時報』『東洋時報』などの新聞雑誌や、著書『台湾蕃族志』の第一巻と第二巻に発表されました。
4. **言語の収集**：既に発表された関連の著書には、『ぱいわん蕃語集』『阿眉蕃語集：アミス族』『ぶぬん蕃語集』などがあります。
5. **古謡、俗謡の収集**。
6. **民族誌資料の収集と研究**：森氏が収集し分析した内容には、各部族の社会組織、埋葬文化、罰則慣習、経済活動、そして原住民部族と日本の政府や商社との相互作用や文化観察などが含まれます。これらの内容は、新聞や雑誌に散見されます。
さらに、1900年から1901年にかけて森氏は小西成章と共に植物学の知識と標本採集法を学び、1906年から1909年にかけて有用植物調査科の委託を受け、大量の高山植物標本の採集を手伝いました。森氏の名前が付けられた中国語の植物学名や、ラテン名に「morii」を含む種が少なくとも20種あります。例えば、森氏櫟（Cyclobalanopsis morii）、森氏当帰（Angelica morii Hayata）、森氏菊（Dendranthema morii）、森氏薊（Cirsium morii）、粗毛懸鉤子（Rubus morii Hayata）、玉山耳蕨（Polystichum morii Hayata）などです。
1923年（大正12年）9月1日に発生した、関東大震災より、東京の自宅（西麻布）に置かれていた膨大な台湾原住民関係資料や未刊原稿などが焼失されたとされる。

## 主な著作
- 台湾蕃族図譜
- 台湾蕃人写真集
- 台湾山岳景観解説
- 阿眉蕃語集